# Rıfat Bali
Rıfat N. Bali (* 1948 in Istanbul) ist ein türkischer jüdischer Historiker.

## Werdegang und Forschungsschwerpunkte
Bali besuchte in Istanbul die privaten französischen Schulen Saint Michel (im Stadtbezirk Şişli) und Saint Benoit (im Stadtviertel Karaköy).
Zwischen den Jahren 1970–1995 arbeitete er zunächst als Manager, dann als geschäftsführender Gesellschafter in einem Privatunternehmen. Im Jahr 2001 schloss er das Studium an der École pratique des hautes études ab.
Seit 1996 forscht und veröffentlicht er über nicht-muslimische Minderheiten in der Türkei, über Antisemitismus und Verschwörungstheorien sowie über den sozialen und kulturellen Wandel der türkischen Gesellschaft. Zu seinen Forschungsschwerpunkten zählen auch die Dönme.
Bali ist wissenschaftlicher Mitarbeiter am Alberto Benveniste Center für Sephardische Studien und Sozialgeschichte der Juden an der École pratique des hautes études und Mitglied des Ottoman-Turkish Sephardic Culture Research Center in Istanbul.
Bali ist verheiratet und hat zwei Kinder.